# Amblytropidia corrugata
Amblytropidia corrugata är en insektsart som beskrevs av Morgan Hebard 1933. Amblytropidia corrugata ingår i släktet Amblytropidia och familjen gräshoppor. Inga underarter finns listade i Catalogue of Life.